# Gimnastică la Jocurile Olimpice de vară din 1980
Gimnastica la Jocurile Olimpice din 1980 a fost reprezentată de 14 probe: 6 la feminin și 8 la masculin. Toate probele s-au desfășurat la Palatul Sporturilor din Moscova în perioada 20 iulie-25 iulie.

## Medalii

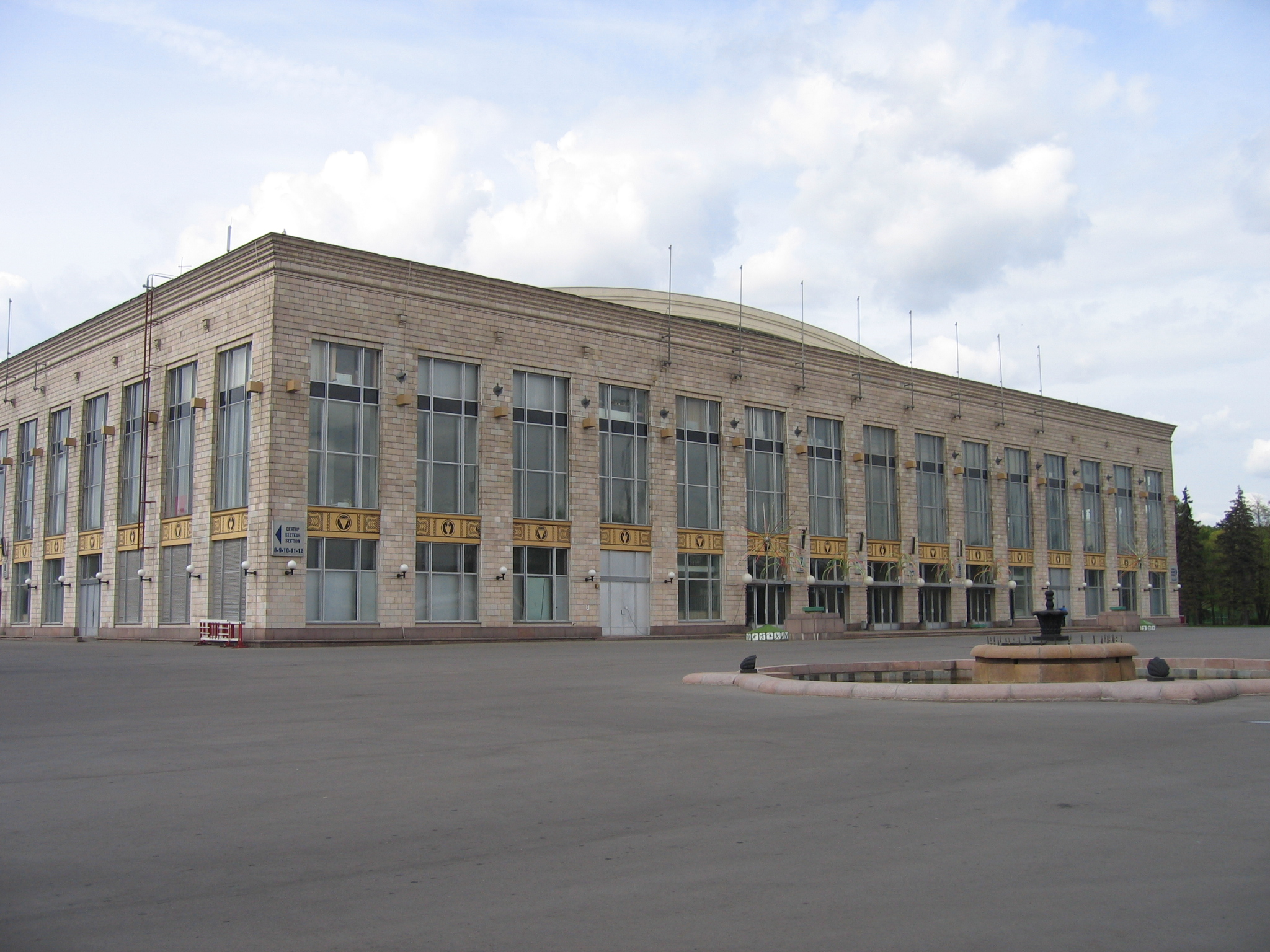
Palatul Sporturilor din Moscova

| Poz. | Țară         | Aur | Argint | Bronz | Total |
| 1    | URSS         | 9   | 8      | 5     | 22    |
| 2    | RDG          | 2   | 3      | 6     | 11    |
| 3    | România      | 2   | 3      | 2     | 7     |
| 4    | Bulgaria     | 1   | 0      | 1     | 2     |
| 4    | Ungaria      | 1   | 0      | 1     | 2     |
| 6    | Cehoslovacia | 0   | 0      | 1     | 1     |

## Masculin

### Echipe
În tabelul de mai jos I reprezintă "exerciții impuse" iar L "exerciții liber alese".
| Poz | Echipă             | Sol   | Sol   | Cal cu mânere | Cal cu mânere | Inele | Inele | Sărituri | Sărituri | Paralele | Paralele | Bară  | Bară  | Total  | Total  | Scor   |
| Poz | Echipă             | I     | L     | I             | L             | I     | L     | I        | L        | I        | L        | I     | L     | I      | L      | Scor   |
| --- | ------------------ | ----- | ----- | ------------- | ------------- | ----- | ----- | -------- | -------- | -------- | -------- | ----- | ----- | ------ | ------ | ------ |
| 1   | URSS               | 48.90 | 49.15 | 49.15         | 49.30         | 48.90 | 49.35 | 49.35    | 49.30    | 48.70    | 49.40    | 48.75 | 49.35 | 293.75 | 295.85 | 589.60 |
| 1   | Nikolai Andrianov  | 9.90  | 9.85  | 9.75          | 9.85          | 9.80  | 9.85  | 9.90     | 9.90     | 9.80     | 9.90     | 9.80  | 9.85  | 58.95  | 59.20  | 118.15 |
| 1   | Eduard Azaryan     | 9.75  | 9.80  | 9.80          | 9.90          | 9.75  | 9.85  | 9.75     | 9.85     | 9.65     | 9.75     | 9.75  | 9.80  | 58.45  | 58.95  | 117.40 |
| 1   | Alexander Dityatin | 9.80  | 9.80  | 9.90          | 9.90          | 9.90  | 9.95  | 9.85     | 9.90     | 9.80     | 9.90     | 9.80  | 9.90  | 59.05  | 59.35  | 118.40 |
| 1   | Bogdan Makuts      | 9.75  | 9.80  | 9.70          | 9.75          | 9.55  | 9.80  | 9.90     | 9.85     | 9.60     | 9.90     | 9.65  | 9.70  | 58.15  | 58.80  | 116.95 |
| 1   | Vladimir Markelov  | 9.70  | 9.70  | 9.80          | 9.80          | 9.65  | 9.85  | 9.80     | 9.60     | 9.10     | 9.80     | 9.75  | 9.85  | 57.80  | 58.60  | 116.40 |
| 1   | Alexander Tkachyov | 9.60  | 9.90  | 9.90          | 9.85          | 9.80  | 9.85  | 9.80     | 9.80     | 9.85     | 9.90     | 9.10  | 9.95  | 58.15  | 59.25  | 117.40 |
| 2   | RDG                | 48.45 | 48.45 | 48.50         | 48.90         | 48.30 | 48.45 | 48.95    | 49.10    | 47.90    | 48.90    | 47.95 | 47.30 | 290.05 | 291.10 | 581.15 |
| 2   | Ralf-Peter Hemmann | 9.50  | 9.55  | 9.50          | 9.70          | 9.50  | 9.65  | 9.80     | 9.85     | 9.60     | 9.70     | 9.65  | 9.70  | 57.55  | 58.15  | 115.70 |
| 2   | Lutz Hoffmann      | 9.70  | 9.75  | 9.70          | 9.75          | 9.60  | 9.65  | 9.80     | 9.80     | 9.30     | 9.70     | 9.50  | 9.50  | 57.60  | 58.15  | 115.75 |
| 2   | Lutz Mack          | 9.70  | 9.70  | 8.80          | 9.60          | 9.75  | 9.70  | 9.75     | 9.50     | 9.50     | 9.60     | 9.45  | 8.95  | 56.95  | 57.05  | 114.00 |
| 2   | Michael Nikolay    | 9.60  | 9.60  | 9.90          | 9.85          | 9.65  | 9.70  | 9.65     | 9.80     | 9.60     | 9.80     | 9.75  | 9.60  | 58.15  | 58.35  | 116.50 |
| 2   | Andreas Bronst     | 9.60  | 9.55  | 9.60          | 9.75          | 9.35  | 9.40  | 9.70     | 9.80     | 9.50     | 9.80     | 9.35  | 9.45  | 57.10  | 57.75  | 114.85 |
| 2   | Roland Bruckner    | 9.85  | 9.85  | 9.80          | 9.85          | 9.80  | 9.75  | 9.90     | 9.85     | 9.70     | 9.90     | 9.60  | 9.05  | 58.65  | 58.25  | 116.90 |
| 3   | Ungaria            | 47.90 | 48.15 | 48.15         | 49.00         | 47.45 | 47.55 | 48.20    | 48.80    | 46.95    | 48.10    | 47.55 | 47.20 | 286.20 | 288.80 | 575.00 |
| 3   | Ferenc Donath      | 9.65  | 9.50  | 9.75          | 9.85          | 9.65  | 9.70  | 9.60     | 9.80     | 9.55     | 9.65     | 9.60  | 9.60  | 57.80  | 58.10  | 115.90 |
| 3   | Gyorgy Guczoghy    | 9.45  | 9.50  | 9.65          | 9.75          | 9.30  | 9.35  | 9.55     | 9.40     | 9.40     | 9.55     | 9.30  | 9.65  | 56.65  | 57.20  | 113.85 |
| 3   | Zoltan Kelemen     | 9.30  | 9.40  | 9.50          | 9.70          | 9.50  | 9.40  | 9.10     | 9.70     | 9.20     | 9.30     | 9.35  | 9.25  | 55.95  | 56.75  | 112.70 |
| 3   | Peter Kovacs       | 9.75  | 9.80  | 9.35          | 9.75          | 9.40  | 9.55  | 9.55     | 9.75     | 9.00     | 9.85     | 9.70  | 9.25  | 56.75  | 57.95  | 114.70 |
| 3   | Zoltan Magyar      | 9.55  | 9.70  | 9.90          | 9.95          | 9.60  | 9.50  | 9.75     | 9.75     | 9.45     | 9.75     | 9.50  | 9.45  | 57.75  | 58.10  | 115.85 |
| 3   | Istvan Vamos       | 9.50  | 9.65  | 9.25          | 9.50          | 9.15  | 9.40  | 9.75     | 9.80     | 9.35     | 9.15     | 9.40  | 9.20  | 56.40  | 56.70  | 113.10 |

### Individual compus
| Poz | Sportiv                   | Sol  | Cal cu mânere | Inele | Sărituri | Parelele | Bară  | Final | Prelim. | Total   |
| --- | ------------------------- | ---- | ------------- | ----- | -------- | -------- | ----- | ----- | ------- | ------- |
| 1   | Alexander Dityatin (URSS) | 9.80 | 9.90          | 9.95  | 10.00    | 9.85     | 9.95  | 59.45 | 59.200  | 118.650 |
| 2   | Nikolai Andrianov (URSS)  | 9.80 | 9.90          | 9.90  | 9.90     | 9.75     | 9.90  | 59.15 | 59.075  | 118.225 |
| 3   | Stoyan Deltchev (BUL)     | 9.70 | 9.90          | 10.00 | 9.90     | 9.80     | 9.95  | 59.25 | 58.750  | 118.000 |
| 4   | Alexander Tkachyov (URSS) | 9.55 | 9.80          | 9.85  | 9.90     | 9.90     | 10.00 | 59.00 | 58.700  | 117.700 |
| 5   | Roland Bruckner (RDG)     | 9.80 | 9.80          | 9.95  | 9.90     | 9.65     | 9.75  | 58.85 | 58.450  | 117.300 |
| 5   | Michael Nikolay (RDG)     | 9.35 | 10.00         | 9.85  | 9.85     | 9.65     | 9.80  | 58.50 | 58.250  | 116.750 |

### Sol
| Poz | Sportiv                   | I    | L    | Prelim. | Final | Total  |
| --- | ------------------------- | ---- | ---- | ------- | ----- | ------ |
| 1   | Roland Bruckner (RDG)     | 9.85 | 9.85 | 9.850   | 9.90  | 19.750 |
| 2   | Nikolay Andrianov (URSS)  | 9.90 | 9.85 | 9.875   | 9.85  | 19.725 |
| 3   | Alexander Dityatin (URSS) | 9.80 | 9.80 | 9.800   | 9.90  | 19.700 |
| 4   | Jiri Tabak (CEH)          | 9.85 | 9.80 | 9.825   | 9.85  | 19.675 |
| 5   | Peter Kovacs (HUN)        | 9.75 | 9.80 | 9.775   | 9.65  | 19.425 |
| 6   | Lutz Hoffmann (RDG)       | 9.70 | 9.75 | 9.725   | 9.00  | 18.725 |

### Cal cu mânere
| Poz | Sportiv                   | I    | L    | Prelim. | Final | Total  |
| --- | ------------------------- | ---- | ---- | ------- | ----- | ------ |
| 1   | Zoltan Magyar (HUN)       | 9.90 | 9.95 | 9.925   | 10.00 | 19.925 |
| 2   | Alexander Dityatin (URSS) | 9.90 | 9.90 | 9.900   | 9.90  | 19.800 |
| 3   | Michael Nikolay (RDG)     | 9.90 | 9.85 | 9.875   | 9.90  | 19.775 |
| 4   | Roland Bruckner (RDG)     | 9.80 | 9.85 | 9.825   | 9.90  | 19.725 |
| 5   | Alexander Tkachyov (URSS) | 9.90 | 9.85 | 9.875   | 9.60  | 19.475 |
| 6   | Ferenc Donath (HUN)       | 9.75 | 9.85 | 9.800   | 9.60  | 19.400 |

### Inele
| Poz | Sportiv                   | I    | L    | Prelim. | Final | Total  |
| --- | ------------------------- | ---- | ---- | ------- | ----- | ------ |
| 1   | Alexander Dityatin (URSS) | 9.90 | 9.95 | 9.925   | 9.95  | 19.875 |
| 2   | Alexander Tkachyov (URSS) | 9.80 | 9.85 | 9.825   | 9.90  | 19.725 |
| 3   | Jiri Tabak (CEH)          | 9.75 | 9.85 | 9.800   | 9.80  | 19.600 |
| 4   | Roland Bruckner (RDG)     | 9.80 | 9.75 | 9.775   | 9.80  | 19.575 |
| 5   | Stoyan Deltchev (BUL)     | 9.65 | 9.90 | 9.775   | 9.70  | 19.475 |
| 6   | Dan Grecu (ROM)           | 9.80 | 9.90 | 9.850   | 1.00  | 10.850 |

| Poz | Sportiv                   | I    | L    | Prelim. | Final | Total  |
| --- | ------------------------- | ---- | ---- | ------- | ----- | ------ |
| 1   | Stoyan Deltchev (BUL)     | 9.90 | 9.85 | 9.875   | 9.95  | 19.825 |
| 2   | Alexander Dityatin (URSS) | 9.80 | 9.90 | 9.850   | 9.90  | 19.750 |
| 3   | Nikolai Andrianov (URSS)  | 9.80 | 9.85 | 9.825   | 9.85  | 19.675 |
| 4   | Ralf-Peter Hemmann (RDG)  | 9.65 | 9.70 | 9.675   | 9.85  | 19.525 |
| 4   | Michael Nikolay (RDG)     | 9.75 | 9.60 | 9.675   | 9.85  | 19.525 |
| 6   | Sergio Suarez (CUB)       | 9.50 | 9.80 | 9.650   | 9.80  | 19.450 |

### Sărituri
| Poz | Sportiv                   | I    | L    | Prelim. | Final | Total  |
| --- | ------------------------- | ---- | ---- | ------- | ----- | ------ |
| 1   | Nikolai Andrianov (URSS)  | 9.90 | 9.90 | 9.900   | 9.925 | 19.825 |
| 2   | Alexander Dityatin (URSS) | 9.85 | 9.90 | 9.875   | 9.925 | 19.800 |
| 3   | Roland Bruckner (RDG)     | 9.90 | 9.85 | 9.875   | 9.900 | 19.775 |
| 4   | Ralf-Peter Hemmann (RDG)  | 9.80 | 9.85 | 9.825   | 9.925 | 19.750 |
| 5   | Stoyan Deltchev (BUL)     | 9.80 | 9.85 | 9.825   | 9.875 | 19.700 |
| 6   | Jiri Tabak (CEH)          | 9.85 | 9.90 | 9.875   | 9.650 | 19.525 |

### Paralele
| Poz | Sportiv                   | I    | L    | Prelim. | Final | Total  |
| --- | ------------------------- | ---- | ---- | ------- | ----- | ------ |
| 1   | Alexander Tkachyov (URSS) | 9.85 | 9.90 | 9.875   | 9.90  | 19.775 |
| 2   | Alexander Dityatin (URSS) | 9.80 | 9.90 | 9.850   | 9.90  | 19.750 |
| 3   | Roland Bruckner (RDG)     | 9.70 | 9.90 | 9.800   | 9.85  | 19.650 |
| 4   | Michael Nikolay (RDG)     | 9.60 | 9.80 | 9.700   | 9.90  | 19.600 |
| 5   | Stoyan Deltchev (BUL)     | 9.85 | 9.90 | 9.875   | 9.70  | 19.575 |
| 6   | Roberto Leon (CUB)        | 9.70 | 9.90 | 9.800   | 9.70  | 19.500 |

## Feminin

### Echipe
În tabelul de mai jos I reprezintă "exerciții impuse" iar L "exerciții liber alese".
| Poz | Echipă                   | Sărituri | Sărituri | Paralele | Paralele | Bârnă | Bârnă | Sol   | Sol   | Total  | Total  | Scor   |
| Poz | Echipă                   | I        | L        | I        | L        | I     | L     | I     | L     | I      | L      | Scor   |
| --- | ------------------------ | -------- | -------- | -------- | -------- | ----- | ----- | ----- | ----- | ------ | ------ | ------ |
| 1   | URSS                     | 49.60    | 49.00    | 49.40    | 49.25    | 49.45 | 49.15 | 49.30 | 49.75 | 197.75 | 197.15 | 394.90 |
| 1   | 66 Elena Davidova        | 9.90     | 9.90     | 9.80     | 9.90     | 9.90  | 9.80  | 9.80  | 10.00 | 39.40  | 39.60  | 79.00  |
| 1   | 67 Maria Filatova        | 9.90     | 9.80     | 9.85     | 9.90     | 9.90  | 9.70  | 9.80  | 9.95  | 39.45  | 39.35  | 78.80  |
| 1   | 68 Nellie Kim            | 9.90     | 9.75     | 9.90     | 9.85     | 9.90  | 9.80  | 9.90  | 9.95  | 39.60  | 39.35  | 78.95  |
| 1   | 69 Elena Naimushina      | 9.85     | 9.60     | 9.75     | 9.75     | 9.80  | 9.85  | 9.85  | 9.95  | 39.25  | 39.15  | 78.40  |
| 1   | 70 Natalia Shaposhnikova | 10.00    | 9.80     | 9.95     | 9.80     | 9.95  | 9.80  | 9.95  | 9.90  | 39.85  | 39.30  | 79.15  |
| 1   | 71 Stella Zakharova      | 9.90     | 9.75     | 9.90     | 9.80     | 9.80  | 9.90  | 9.80  | 9.90  | 39.40  | 39.35  | 78.75  |
| 2   | România                  | 49.30    | 49.40    | 49.05    | 49.25    | 49.30 | 49.00 | 49.05 | 49.15 | 196.70 | 196.80 | 393.50 |
| 2   | 50 Nadia Comăneci        | 9.95     | 9.90     | 9.95     | 9.50     | 10.00 | 9.90  | 9.95  | 9.90  | 39.85  | 39.20  | 79.05  |
| 2   | 51 Rodica Dunca          | 9.90     | 9.80     | 9.75     | 9.75     | 9.90  | 9.80  | 9.80  | 9.80  | 39.35  | 39.15  | 78.50  |
| 2   | 52 Emilia Eberle         | 9.85     | 9.75     | 9.90     | 10.00    | 9.90  | 9.90  | 9.90  | 9.90  | 39.55  | 39.55  | 79.10  |
| 2   | 53 Melita Rühn           | 9.75     | 10.00    | 9.85     | 9.90     | 9.80  | 9.60  | 9.70  | 9.70  | 39.10  | 39.20  | 78.30  |
| 2   | Dumitrița Turner         | 9.85     | 9.75     | 9.15     | 9.80     | 9.70  | 9.65  | 9.60  | 9.75  | 38.30  | 38.95  | 77.25  |
| 2   | 55 Cristina Grigoraș     | 9.70     | 9.95     | 9.60     | 9.80     | 9.70  | 9.75  | 9.70  | 9.80  | 38.70  | 39.30  | 78.00  |
| 3   | RDG                      | 49.50    | 49.10    | 49.35    | 49.20    | 48.95 | 48.40 | 49.00 | 49.05 | 196.80 | 195.75 | 392.55 |
| 3   | 18 Maxi Gnauck           | 9.95     | 9.90     | 9.95     | 10.00    | 9.90  | 9.80  | 9.90  | 9.95  | 39.70  | 39.65  | 79.35  |
| 3   | Silvia Hindorff          | 9.90     | 9.50     | 9.85     | 9.45     | 9.75  | 9.40  | 9.80  | 9.70  | 39.30  | 38.05  | 77.35  |
| 3   | 21 Steffi Kraker         | 9.95     | 9.90     | 9.85     | 9.90     | 9.80  | 9.75  | 9.70  | 9.65  | 39.30  | 39.20  | 78.50  |
| 3   | Katharina Rensch         | 9.80     | 9.95     | 9.90     | 9.80     | 9.65  | 9.75  | 9.80  | 9.90  | 39.15  | 39.40  | 78.55  |
| 3   | Karola Sube              | 9.80     | 9.25     | 9.75     | 9.70     | 9.70  | 9.70  | 9.65  | 9.65  | 38.90  | 38.30  | 77.20  |
| 3   | Birgit Suss              | 9.90     | 9.85     | 9.80     | 9.80     | 9.80  | 9.10  | 9.80  | 9.85  | 39.30  | 38.60  | 77.90  |

### Individual compus
| Poz | Sportiv                         | Sărituri | Paralele | Bârnă | Sol  | Final | Prelim. | Total  |
| --- | ------------------------------- | -------- | -------- | ----- | ---- | ----- | ------- | ------ |
| 1   | 66 Elena Davidova (URSS)        | 9.90     | 9.95     | 9.85  | 9.95 | 39.65 | 39.500  | 79.150 |
| 2   | 18 Maxi Gnauck (RDG)            | 9.70     | 9.95     | 9.80  | 9.95 | 39.40 | 39.675  | 79.075 |
| 2   | 50 Nadia Comăneci (ROM)         | 9.75     | 10.00    | 9.85  | 9.95 | 39.55 | 39.525  | 79.075 |
| 4   | 70 Natalia Shaposhnikova (URSS) | 9.90     | 9.90     | 9.90  | 9.75 | 39.45 | 39.575  | 79.025 |
| 5   | 68 Nellie Kim (URSS)            | 9.70     | 9.85     | 9.95  | 9.45 | 38.95 | 39.475  | 78.425 |
| 6   | 52 Emilia Eberle (ROM)          | 9.60     | 9.90     | 9.40  | 9.95 | 38.85 | 39.550  | 78.400 |

### Sărituri
| Poz | Sportiv                        | I     | L     | Prelim. | săritură 1 | săritură 2 | Final | Total  |
| --- | ------------------------------ | ----- | ----- | ------- | ---------- | ---------- | ----- | ------ |
| 1   | 70 Natalia Shaposhnikova (URS) | 10.00 | 9.80  | 9.900   | ?          | ?          | 9.825 | 19.725 |
| 2   | 21 Steffi Kraker (RDG)         | 9.95  | 9.90  | 9.925   | 9.70       | 9.80       | 9.750 | 19.675 |
| 3   | 53 Melita Ruhn (ROM)           | 9.75  | 10.00 | 9.875   | ?          | ?          | 9.775 | 19.650 |
| 4   | 66 Elena Davidova (URSS)       | 9.90  | 9.90  | 9.900   | 9.95       | 9.40       | 9.675 | 19.575 |
| 5   | 50 Nadia Comăneci (ROM)        | 9.95  | 9.90  | 9.925   | 9.70       | 9.15       | 9.425 | 19.350 |
| 6   | 18 Maxi Gnauck (RDG)           | 9.95  | 9.90  | 9.925   | 9.75       | 9.00       | 9.375 | 19.300 |

### Paralele inegale
| Poz | Sportiv                  | I    | L     | Prelim. | Final | Total  |
| --- | ------------------------ | ---- | ----- | ------- | ----- | ------ |
| 1   | 18 Maxi Gnauck (RDG)     | 9.95 | 10.00 | 9.975   | 9.90  | 19.875 |
| 2   | 52 Emilia Eberle (ROM)   | 9.90 | 10.00 | 9.950   | 9.90  | 19.850 |
| 3   | 21 Steffi Kraker (RDG)   | 9.85 | 9.90  | 9.875   | 9.90  | 19.775 |
| 3   | 53 Melita Ruhn (ROM)     | 9.95 | 9.90  | 9.875   | 9.90  | 19.775 |
| 3   | 67 Maria Filatova (URSS) | 9.85 | 9.90  | 9.875   | 9.90  | 19.775 |
| 6   | 68 Nellie Kim (URSS)     | 9.90 | 9.85  | 9.875   | 9.85  | 19.725 |

### Bârnă
| Poz | Sportiv                        | I     | L    | Prelim. | Final | Total  |
| --- | ------------------------------ | ----- | ---- | ------- | ----- | ------ |
| 1   | 50 Nadia Comăneci (ROM)        | 10.00 | 9.90 | 9.950   | 9.85  | 19.800 |
| 2   | 66 Elena Davidova (URS)        | 9.90  | 9.80 | 9.850   | 9.90  | 19.750 |
| 3   | 70 Natalia Shaposhnikova (URS) | 9.95  | 9.80 | 9.875   | 9.85  | 19.725 |
| 4   | 18 Maxi Gnauck (RDG)           | 9.90  | 9.80 | 9.850   | 9.85  | 19.700 |
| 5   | 64 Radka Zemanova (CEH)        | 9.80  | 9.80 | 9.800   | 9.85  | 19.650 |
| 6   | 52 Emilia Eberle (ROM)         | 9.90  | 9.90 | 9.900   | 9.50  | 19.400 |

### Sol
| Poz | Sportiv                         | I    | L    | Prelim. | Final | Total  |
| --- | ------------------------------- | ---- | ---- | ------- | ----- | ------ |
| 1   | 68 Nellie Kim (URSS)            | 9.90 | 9.95 | 9.925   | 9.95  | 19.875 |
| 1   | 50 Nadia Comăneci (ROM)         | 9.95 | 9.90 | 9.925   | 9.95  | 19.875 |
| 3   | 70 Natalia Shaposhnikova (URSS) | 9.95 | 9.90 | 9.925   | 9.90  | 19.825 |
| 3   | 18 Maxi Gnauck (RDG)            | 9.90 | 9.95 | 9.925   | 9.90  | 19.825 |
| 5   | 52 Emilia Eberle (ROM)          | 9.90 | 9.90 | 9.900   | 9.85  | 19.750 |
| 6   | 59 Jana Labakova (CEH)          | 9.85 | 9.90 | 9.875   | 9.85  | 19.725 |